# Yarnscombe
Yarnscombe – wieś w Anglii, w hrabstwie Devon, w dystrykcie Torridge.